# District Nadterezjni
District Nadterezjni (Russisch: Надте́речный райо́н) is een district in het noordwesten van de Russische autonome republiek Tsjetsjenië. Het district heeft een oppervlakte van 1105 vierkante kilometer en een inwonertal van 55.782 in 2010. Het administratieve centrum bevindt zich in Nadterezjnoj.
Bestuurlijk centrum: Grozny

Steden: Argoen · Goedermes · Sjali · Oeroes-Martan

Districten: Atsjchoj-Martanovski · Goedermesski · Groznenski · Itoem-Kalinski · Koertsjalojevski · Nadterezjni · Naoerski · Nozjaj-Joertovski · Oeroes-Martanovski · Soenzjenski · Sjalinski · Sjarojski · Sjatojski · Sjelkovskoj · Vedenski